# Olympische Winterspiele 1972/Teilnehmer (Niederlande)
| Gelbes Symbol für Goldmedaillen mit stilisierten Olympischen Ringen | Graues Symbol für Silbermedaillen mit stilisierten Olympischen Ringen | Braundes Symbol für Bronzemedaillen mit stilisierten Olympischen Ringen |
| ------------------------------------------------------------------- | --------------------------------------------------------------------- | ----------------------------------------------------------------------- |
| 4                                                                   | 3                                                                     | 2                                                                       |

Die Niederlande nahmen an den Olympischen Winterspielen 1972 im japanischen Sapporo mit einer Delegation von elf Athleten, fünf Männer und sechs Frauen, teil.
Seit 1928 war es die neunte Teilnahme der Niederlande an Olympischen Winterspielen.

## Flaggenträger
Die Eisschnellläuferin Atje Keulen-Deelstra trug die Flagge der Niederlande während der Eröffnungsfeier im Makomanai-Stadion.

## Medaillen
Mit vier gewonnenen Gold-, drei Silber- und zwei Bronzemedaillen belegte das niederländische Team Platz 4 im Medaillenspiegel.

### Gold
- Christina Baas-Kaiser: Eisschnelllauf, Frauen, 3000 m
- Ard Schenk: Eisschnelllauf, Männer, 1500 m
- Ard Schenk: Eisschnelllauf, Männer, 5000 m
- Ard Schenk: Eisschnelllauf, Männer, 10.000 m

### Silber
- Christina Baas-Kaiser: Eisschnelllauf, Frauen, 1500 m
- Atje Keulen-Deelstra: Eisschnelllauf, Frauen, 1000 m
- Kees Verkerk: Eisschnelllauf, Männer, 10.000 m

### Bronze
- Atje Keulen-Deelstra: Eisschnelllauf, Frauen, 1500 m
- Atje Keulen-Deelstra: Eisschnelllauf, Frauen, 3000 m

## Teilnehmer nach Sportarten

### Eiskunstlauf
Damen
- Dianne de Leeuw
16. Platz

### Eisschnelllauf
Damen
- Atje Keulen-Deelstra
500 m: 6. Platz – 44,89 s
1000 m:  – 1:31,61 min
1500 m:  – 2:22,05 min
3000 m:  – 4:59,91 min
- Christina Baas-Kaiser
1500 m:  – 2:21,05 min
3000 m:  – 4:52,14 min
- Trijnie Rep
500 m: 20. Platz – 46,60 s
1000 m: 24. Platz – 1:35,82 min
- Sippie Tigchelaar
3000 m: 4. Platz – 5:01,67 min
- Ellie van den Brom
500 m: 10. Platz – 45,62 s
1000 m: 7. Platz – 1:32,60 min
1500 m: 4. Platz – 2:22,27 min

Herren
- Ard Schenk
500 m: 34. Platz – 43,40 s
1500 m:  – 2:02,96 min
5000 m:  – 7:23,61 min
10.000 m:  – 15:01,35 min
- Kees Verkerk
1500 m: 8. Platz – 2:07,43 min
5000 m: 6. Platz – 7:39,17 min
10.000 m:  – 15:04,70 min
- Jan Bols
1500 m: 5. Platz – 2:06,58 min
5000 m: 8. Platz – 7:39,40 min
10.000 m: 4. Platz – 15:17,99 min
- Jappie van Dijk
500 m: 32. Platz – 43,04 s
- Eddy Verheijen
500 m: 25. Platz – 42,67 s
1500 m: 19. Platz – 2:10,96 min

## Weblink
- Niederländische Olympiamannschaft 1972 in der Datenbank von Sports-Reference (englisch; archiviert vom Original)